# La Planète des vampires
Pour plus de détails, voir Fiche technique et Distribution.
La Planète des vampires (Terrore nello spazio) est film de science-fiction horrifique italo-ibérique coécrit et réalisé par Mario Bava, sorti en 1965. Il s’agit de l’adaptation de la nouvelle Una notte di ventuno ore (1960) de Renato Pestriniero et du premier film de science-fiction qui, en Italie, a été interdit aux mineurs.
Le film se déroule dans un proche futur. Les vaisseaux spatiaux Argos et Galliot sont envoyés en mission d'exploration sur la mystérieuse planète Aura. Premier arrivé, le Galliot ne donne plus signe de vie. À l'atterrissage, les membres de l'équipage de l'Argos deviennent fous et commencent à se massacrer entre eux… soit, comme ils l'apprennent rapidement, exactement ce qui est arrivé au Galliot. Les explorateurs se rendent bientôt compte que la planète est habitée par des extraterrestres dénués de corps qui sont prêts à tout pour s'échapper de leur planète à l'agonie.
Doté d'un budget très resserré et mettant en vedette une galerie d'acteurs multinationaux dans des rôles assez austères, ce film de science-fiction dans l'espace n'a pas été très populaire à sa sortie, décourageant Mario Bava à réaliser d'autres films du même genre. Cependant, La Planète des vampires a eu une influence considérable sur les films de science-fiction ultérieurs, au premier rang desquels Alien, le huitième passager (1979) de Ridley Scott, tant au niveau des détails scénaristiques que de la conception des décors.

## Synopsis
Deux grands vaisseaux interplanétaires, en voyage d'exploration dans une partie inconnue de l'espace, reçoivent un signal de détresse d'Aura, une planète inconnue et inhabitée. Les deux vaisseaux, le Galliot et l'Argos, décident d'atterrir sur ce monde qui semble désolé et mort.
Pendant la descente vers la surface, les membres de l'équipage de l'Argos sont soudain possédés par une force inconnue qui pousse tous les hommes et femmes du vaisseau à s'entretuer. Seul le capitaine Markary a la volonté de résister et parvient à réveiller les autres membres de l'équipage de leur violent état hypnotique.
Après l'atterrissage de l'Argos, ne recevant plus de nouvelles du Galliot, l'équipage se pose à la surface de la planète à la recherche de son vaisseau jumeau. L'atmosphère qui les entoure est froide, sinistre, aseptisée. Lorsqu'ils arrivent enfin en vue du vaisseau jumeau, ils découvrent avec horreur que tous les membres de l'équipage sont morts, s'étant apparemment assassinés les uns les autres. Parmi eux se trouve Toby Markary, le jeune frère du capitaine.
Certains des corps des compagnons sont remontés et enterrés, tandis que d'autres restent enfermés à l'intérieur du Galliot. Le temps d'aller chercher les outils pour pénétrer dans le vaisseau, les corps disparaissent mystérieusement.
Certains membres de l'équipage de l'Argos disparaissent également et sont retrouvés morts. Alors que les cadavres gisent encore dans les couloirs du navire, Tiona, l'une des femmes de l'équipage, les voit à nouveau debout, marchant dans les couloirs. Les hommes sont paniqués et Markary leur ordonne de faire ce qu'ils peuvent pour échapper à Aura mais, malheureusement, les dégâts subis lors de l'atterrissage du vaisseau sont tels qu'ils ne peuvent pas décoller immédiatement. Pendant ce temps, les morts continuent.
En explorant la planète, Wes découvre les ruines d'un vaisseau spatial à quelques kilomètres de l'Argos. Markary, Sanya et Carter décident d'enquêter. A l'intérieur du vaisseau extraterrestre, ils découvrent les squelettes d'un immense équipage humanoïde, mort depuis longtemps. D'autres vaisseaux ont donc été trompés par le signal de détresse et ont manifestement trouvé la mort sur Aura. Lors de l'inspection à l'intérieur du vaisseau extraterrestre, le capitaine Markary et Sanya sont pris au piège pendant un moment, puis parviennent à s'échapper. De retour à l'extérieur, ils constatent que Carter a inexplicablement disparu.
Les membres de l'équipage du Galliot se réveillent et sortent de leur tombe. Deux d'entre eux, Kier et Sallis, s'introduisent dans l'Argos afin de voler le dispositif qui permet à l'astronef d'éviter les collisions avec les météores dans l'espace, sans lequel les deux vaisseaux ne peuvent entreprendre de longs voyages spatiaux. Kier parvient à s'échapper, tandis que Sallis est arrêté par Markary qui, en ouvrant son uniforme, constate que le corps est en décomposition. Sallis apprend alors que les corps sont manipulés par les Aurans, les premiers habitants de la planète, qui ont besoin des corps humains pour reprendre vie. Sallis explique qu'il n'est pas nécessaire de tuer le corps hôte, il suffit d'affaiblir sa volonté, et propose également que les deux espèces vivent en symbiose, en accueillant les Aurans sur la planète d'origine des deux vaisseaux. Markary, cependant, refuse avec indignation une telle offre.
Avec tout l'équipage du Galliot sous leur contrôle, ces êtres parasites ont l'intention d'abandonner leur monde à l'agonie. Markary est déterminé à les arrêter et à abandonner la planète. Avec les survivants, il prend donc d'assaut le vaisseau, récupère le précieux dispositif anti-météores et place des charges explosives pour faire sauter le Galliot. Les pertes sont très lourdes et seuls les derniers survivants, Wes, Sanya et le capitaine Markary, parviennent à décoller, laissant la planète derrière eux.
Alors qu'ils sont maintenant dans l'espace, Wes découvre que ses deux derniers compagnons ont eux-mêmes été infectés. Dans une dernière tentative désespérée pour les arrêter, il décide de saboter Argos elle-même, et se fait électrocuter par l'explosion du dispositif anti-météores. Le capitaine Markary et Sanya, les deux derniers membres de l'équipage, ou plutôt les deux Aurans qui ont pris le contrôle, incapables d'effectuer un long voyage dans l'espace, décident de descendre sur la planète la plus proche, bien que petite et arriérée : la Terre.

## Fiche technique
- Titre original : Terrore nello spazio
- Titre espagnol : Terror en el espacio
- Titre français : La Planète des vampires[2]
- Réalisation : Mario Bava, assisté de Lamberto Bava et Serena Canevari
- Scénario : Mario Bava, Alberto Bevilacqua, Callisto Cosulich (it), Antonio Román et Rafael J. Salvia, d'après la nouvelle Una notte di ventuno ore de Renato Pestriniero
- Décors : Giorgio Giovannini
- Costumes : Gabriele Mayer
- Photographie : Antonio Perez Olea, Antonio Rinaldi et Mario Bava (Non crédité)
- Montage : Romana Fortini et Antonio Gimeno
- Musique : Gino Marinuzzi (it)
- Production : Fulvio Lucisano, Salvatore Billitteri, Mario Silvestri, Alberto Alvarez de Cienfuegos, Antonio Román[2]
- Sociétés de production : Italian International Film (Rome), Castilla Cooperativa Cinematografica (Madrid)[2]
- Pays d'origine :  Italie /  Espagne
- Langue originale : italien
- Format : 1,85:1 - Technicolor
- Genre : science-fiction horrifique
- Durée : 88 minutes
- Dates de sortie :
  - Italie : 15 septembre 1965
  - Espagne : 10 avril 1966
  - France : 29 mars 1995 (télévision)[2]
- Interdit aux moins de 12 ans

## Distribution
- Barry Sullivan : le capitaine Mark Markary
- Norma Bengell : Sanya
- Ángel Aranda : Wes
- Evi Marandi : Tiona
- Franco Andrei (it) : Bert
- Federico Boido (it) : Keir
- Stelio Candelli : Brad
- Alberto Cevenini (it) : Toby Markary
- Mario Morales : Eldon
- Ivan Rassimov : Carter
- Massimo Righi : le captaine Sallis
- Fernando Villeña : Dr Karan

## Production

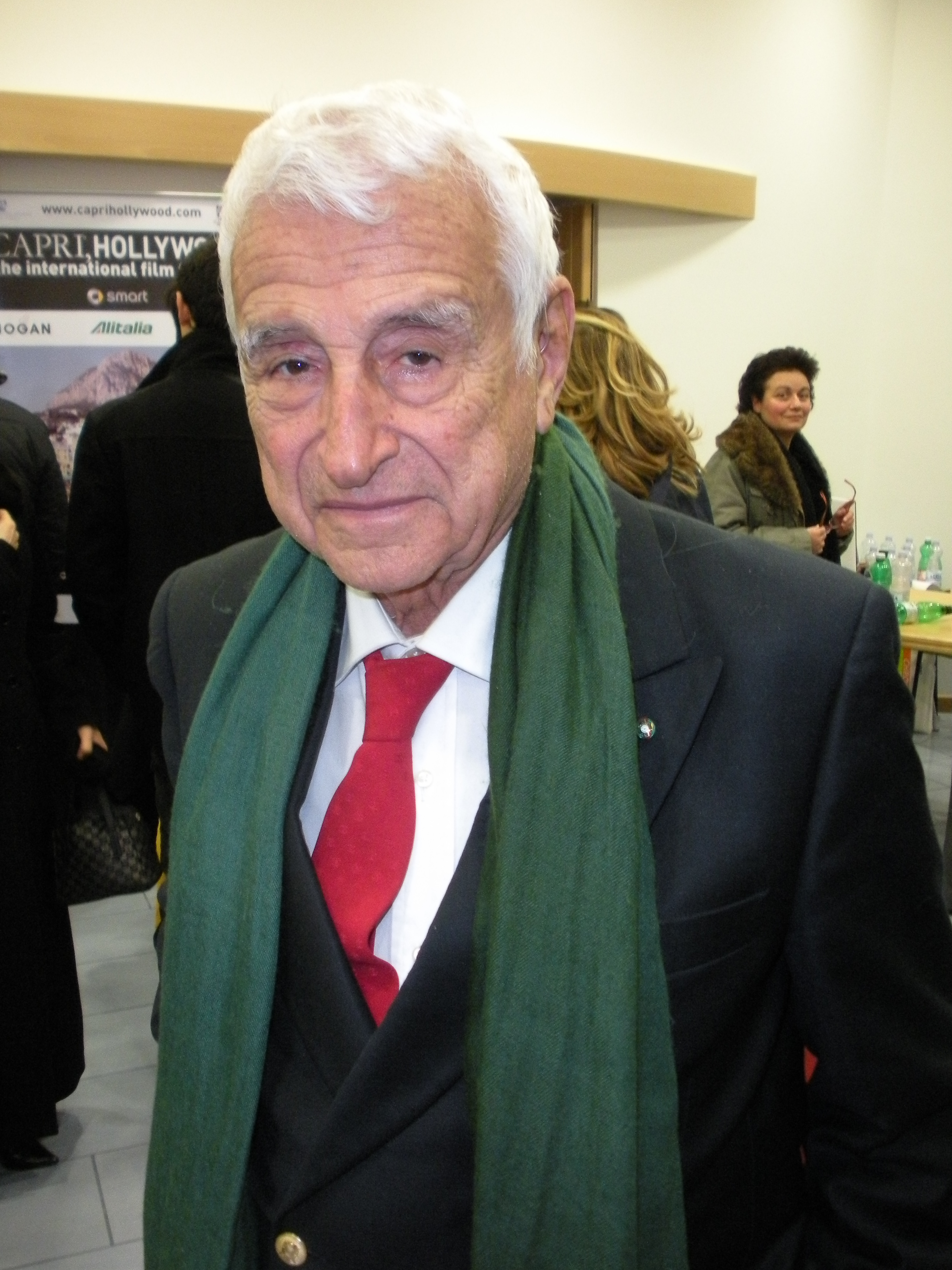
Fulvio Lucisano (ici en 2011), le producteur principal du film.

Mario Bava avait réalisé le premier film de science-fiction italien sérieux avec Le danger vient de l'espace (1958), mais avec un box-office de 986 842 entrées, cette première œuvre était trop terre-à-terre et trop documentaire pour enthousiasmer le public ou pour établir avec succès un nouveau genre cinématographique italien. Son second film de science-fiction horrifique Caltiki, le monstre immortel (1959), n'avait rassemblé que 603 526 spectateurs. L'année suivante, Antonio Margheriti a inauguré plusieurs films de SF à petit budget avec Le Vainqueur de l'espace (1960), qui n'a fait qu'environ 250 000 entrées. Pourtant, Margheriti ne se laissera pas décourager et il réitérera son incursion dans le genre avec La Planète des hommes perdus (1961), puis avec une tétralogie de quatre films de science-fiction intitulée « Gamma Un » qui sortiront entre 1966 et 1968.
Selon son biographie américain Tim Lucas, la première tentative de Mario Bava dans le monde du western, Arizona Bill (1964), l'a rendu impatient de retourner vers son genre de prédilection : le fantastique. L'un des livres qui est passé entre les mains de Bava pendant qu'il tournait son western était Interplanet no 3, une anthologie de nouvelles de science-fiction. L'une de ces nouvelles, à l'ambiance particulièrement atmosphérique et impressionniste, était Una notte di ventuno ore de Renato Pestriniero, originellement publié en juin 1960 dans le magazine Oltre il cielo. Bava contacte alors Pestriniero pour acquérir les droits de la nouvelle, avant même de contacter un producteur. Pestriniero lui vend les droits pour 200 000 lires. Dans les premiers mois de 1964, Bava montre Una notte di ventuno ore au producteur Fulvio Lucisano d'Italian International Film et propose d'en faire un film intitulé Il mondo dell'ombra. Lucisano avait récemment établi un partenariat avec une société de production madrilène, Castilla Cooperativa Cinematográfica, propriété du réalisateur Antonio Román qui s'en servait pour produire ses propres films comme El sol en el espejo (1963) ou Intrigue diabolique (1964) dans lesquels figurent son épouse Yvonne Bastién. En parallèle de son partenariat avec Castilla Cooperativa Cinematográfica, Fulvio Lucisano cherchait à conclure un arrangement semblable avec une société américaine ; pour ce faire, il contacte Samuel Z. Arkoff et James H. Nicholson d'American International Pictures. American International Pictures avait connu un grand succès commercial au début des années 1960 en distribuant aux États-Unis Le Masque du démon (1960) et Les Trois Visages de la peur (1963) de Bava, ainsi que des dizaines de films italiens de moindre importance, dont plusieurs péplums. Arkoff et Nicholson ne sont donc que trop heureux de la proposition de Lucisano de s'associer avec Italian International Films.
Lucisano envoie d'abord une copie de l'histoire de Pestriniero à Antonio Román de Castilla Cooperativa Cinematográfica, qui élabore un scénario approximatif avec l'aide de Rafael J. Salvia, scénariste (et réalisateur occasionnel) avec une filmographie nourrie depuis 1951, dont le drame Le Judas d'Esparraguera (1952) d'Ignacio F. Iquino, la comédie familiale à succès Une famille explosive (1962) de Fernando Palacios ou le western Torrejón City (1962) de León Klimovsky. American International Pictures fournit également les services d'un scénariste, Ib Melchior (dont les films précédents incluent les séries B La Planète rouge, Reptilicus le monstre des mers ou Robinson Crusoé sur Mars) mais uniquement pour traduire et retravailler les dialogues dans la version anglophone calibrée pour le public américain.

### Attribution des rôles

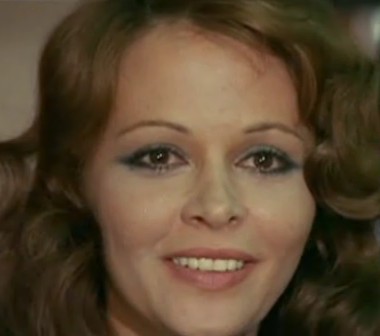
L'actrice Evi Marandi en 1970.

La distribution des rôles est réellement multinationale : l'acteur espagnol Ángel Aranda avait déjà joué dans des coproductions italiennes telles que Le Colosse de Rhodes (1961) ou Les Derniers Jours de Pompéi (1959). La Brésilienne Norma Bengell avait déjà joué aux côtés d'Alberto Sordi dans Mafioso (1962) d'Alberto Lattuada, mais elle était surtout connue pour son rôle dans La Parole donnée d'Anselmo Duarte, Palme d'or au festival de Cannes 1962. Elle se souvient de Mario Bava comme d'un « homme gentil et très drôle », mais elle a aussi donné une anecdote pénible du tournage : « Il avait trois ou quatre bassets qui étaient sur le plateau tous les jours. Ils nous détestaient [les acteurs] et pissaient tout le temps dans nos bottes de travail ! ». L'actrice Evi Marandi était une actrice grecque naturalisée italienne qui avait étudié à l'Actors Studio de New York. Outre de nombreux petits rôles de figuration, elle avait joué dans le western Trois Dollars de plomb de Pino Mercanti l'année précédente.
Avec ses 53 ans au moment du tournage, l'Américain Barry Sullivan est le doyen des protagonistes du film. Il était connu pour avoir joué dans Le Prix du silence (1949) d'Elliott Nugent adapté du roman Gatsby le Magnifique ou dans Les Ensorcelés (1952), un film noir de Vincente Minnelli. Sam Arkoff le recommande chaudement à Lucisano et Bava mais ces derniers n'avaient jamais entendu parler de lui. Quand ils reçoivent des photos de Sullivan, Lucisano et Bava le trouvent d'ailleurs trop vieux pour le rôle. Sullivan raconte sa rencontre avec Bava en ces termes : « On m'a présenté Mario Bava et j'ai trouvé que c'était un petit homme tendre mais un peu impénétrable, très poli et déférent, mais pas très communicatif en termes de jeu d'acteur. Il y avait la barrière de la langue — cela en faisait partie ; il ne parlait pratiquement pas anglais — mais j'ai aussi eu l'impression que les acteurs étaient, d'une certaine manière, presque des accessoires pour lui, qui devaient se tenir précisément à un certain endroit afin qu'il puisse disposer les caméras pour les effets spéciaux [...] Mais, en même temps, je savais que le film dépendait beaucoup des effets spéciaux, et j'ai aussi remarqué que de nombreux membres de l'équipe, qui avaient travaillé avec Bava sur des films antérieurs, lui étaient dévoués et avaient non seulement une confiance totale en lui, mais étaient également ravis de travailler avec lui ».
Le scénariste Robert J. Skotak a rapporté que chaque membre de la distribution « utilisait sa propre langue maternelle sur le plateau, dans de nombreux cas ne comprenant pas ce que les autres acteurs disaient ». Les répliques de Sullivan étaient prononcées en anglais, celles de Bengell en portugais, celles d'Evi Marandi en italien et celles d'Ángel Aranda en espagnol.

### Tournage
Le tournage débute le 3 avril 1965 et se déroule pendant six semaines, exclusivement au studio Cinecittà à Rome. Mario Bava a pour la première fois son fils Lamberto comme assistant sur le film.
Limité par un faible budget, Bava n'a pas pu utiliser d'effets optiques, de sorte que tous les effets visuels du film ont été réalisés directement « sur caméra ». Des miniatures et des effets visuels en perspective forcée sont utilisés tout au long du film, avec un brouillard coloré qui ajoute à l'atmosphère, mais qui masque également la pauvreté des décors, a expliqué Bava : « Savez-vous de quoi était faite cette planète inconnue ? De deux rochers en plastique — oui, deux : un et un ! — des restes d'un péplum tourné à Cinecittà ! Pour renforcer l'illusion, j'ai rempli le décor de fumée ». Selon Tim Lucas, les deux rochers en plastique ont été multipliés dans plusieurs plans par des miroirs et des expositions multiples. Les séquences extérieures de la planète ont été filmées sur une scène vide obscurcie par des brumes, des miniatures de table et des prises de vue utilisant l'effet Schüfftan.

## Exploitation

### Sortie en salles
Le film est sorti dans les salles italiennes le 15 septembre 1965. Il enregistre 375 000 entrées, ce qui totalise 90 millions de lires de recettes au box-office Italie 1965-1966. Ce nombre d'entrées représente seulement un tiers de ce que les grands succès de Bava ont enregistré, comme La Ruée des Vikings. Il sort en Espagne le 18 avril 1966 à Madrid et le 5 septembre 1966 à Barcelone. Dans toute l'Espagne, le film fera 38,2 millions de pesetas de recettes. Le film n'aura pas plus de succès aux États-Unis où il fait 251 000 dollars de recettes lors de sa sortie le 27 octobre 1965.
Il ne sortira en France qu'à la télévision le 29 mars 1995,.

### Sortie en vidéo
En France, le film connaît deux éditions sur le support DVD :
- La Planète des vampires (DVD boitier Keep Case) paru le 7 novembre 2001 chez Studiocanal Vidéo. Le format d'image est en 1.66:1 panoramique 16:9 en version française et italienne 2.0 mono. Des sous-titres en français sont disponibles. La copie est restaurée. En suppléments : une présentation par Jean-Pierre Dionnet, un entretien avec Jean-François Rauger autour de Mario Bava ainsi qu'un entretien avec le distributeur Jean-Pierre Jackson. Il s'agit d'une édition Zone 2 Pal[22].

- La Planète des vampires (DVD boitier digipack) paru le 6 mai 2014 chez Artus Films. Le format d'image est en 1.66:1 panoramique 16:9 en version française et italienne 2.0 mono. Des sous-titres en français sont disponibles. La copie a été restaurée une nouvelle fois. En suppléments : un documentaire d'Alain Petit Terreur dans l'espace (27 minutes), Entretien avec le professeur Pierpoljakos (9 minutes) sur les trucages du film, diaporama d'affiches et des photos de production, bande annonce originale du film ainsi que deux bandes annonces de La Planète des tempêtes et La Planète des hommes perdus. Il s'agit d'une édition Zone 2 Pal[23].

### Accueil critique
L'auteur de la nouvelle Renato Pestriniero a apprécié le film : « Un film et une nouvelle ont des langages très différents, et j'étais persuadé que des changements seraient nécessaires. Lorsque j'ai vu La Planète des vampires, j'ai eu du mal à reconnaître mon histoire. Bava a décidé d'éviter l'"espace intérieur" [des personnages] et de mettre l'accent sur la composante horrifique. En tout cas, il a fait du bon travail. J'ai aimé le film, et de nombreux avis favorables ont été exprimés par les critiques et les cinéphiles. Aujourd'hui, il est toujours considéré comme l'un des meilleurs films de science-fiction italiens, d'autant plus qu'il est l'un des rares à s'inspirer d'une authentique œuvre de science-fiction italienne ».
Le site Fantafilm écrit également une critique positive : « Contraint de travailler avec un petit budget, Mario Bava exploite habilement les implications horrifiques du sujet pour transmettre visuellement un sentiment de mystère et de menace. Avec quelques astuces artisanales, le réalisateur crée un monde silencieux, imprégné d'ombres et de brouillard enveloppant, prêt à exploser à la moindre lueur ou au moindre cri de terreur [...] Plus unique que rare pour la science-fiction italienne, Terrore nello spazio a fait couler beaucoup d'encre en termes élogieux, souvent en regard du dernier Alien, qui plagie clairement certaines situations clefs et son atmosphère oppressante ».
En France, le film n'a été largement critiqué qu'à partir des sorties DVD en 2001. Romain Blondeau dans Les Inrockuptibles estime que « En 1965, le roi du giallo se lâche dans un délirant trip SF sous influence pop art ». Vincent Ostria écrit dans L'Humanité que « Raideur et sérieux papal font le charme, voire la poésie, de cette série B italienne ». Axel Scoffier dans Critikat a un point de vue mitigé : « À un premier niveau de lecture, La Planète des vampires doit être pris pour ce qu’il est: un véhicule à vedettes (Barry Sullivan, Norma Bengell), à petit budget, totalement inscrit dans le genre jargonneux et régressif de la science-fiction pure. [...] La supposée tension du film, délitée par le jeu calamiteux des acteurs et la pauvreté de la production, est véritablement vécue dans la mise en scène. L’organisation d’un espace hostile, travaillé en compositions visuelles rehaussées d’une musique orchestrale qui fait vibrer l’écran, donne ponctuellement à la mise en scène une force inédite. C’est ce second film, plastique et osé, qui reste le plus marquant dans la proposition de Bava ». Le Monde estime quant à lui que « Toute la réussite tient à cette capacité à mélanger des univers, à faire frissonner comme dans un film d’horreur tout en donnant à rêver de conquête spatiale. Bref, à réunir Edgar Poe et Youri Gagarine » et constate « les similitudes entre l’éveil féministe de l’actrice Norma Bengell – comédienne majeure du « cinema novo » brésilien – et celui du lieutenant Ripley-Sigourney Weaver dans le film de Ridley Scott ».

## Postérité

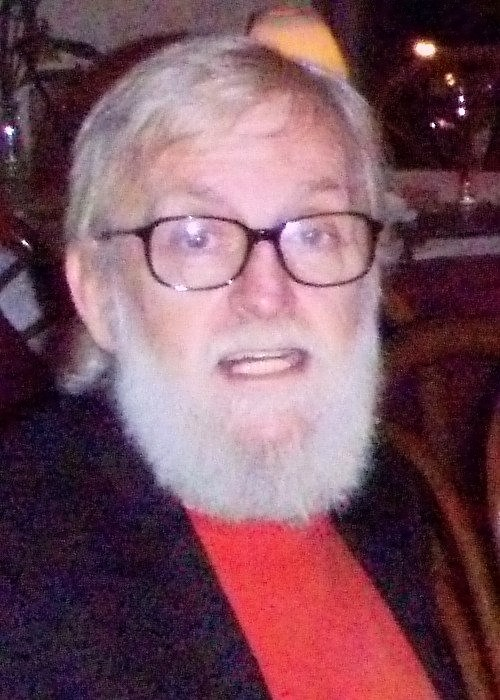
Le scénariste d'Alien Dan O'Bannon, après avoir longtemps nié avoir vu La Planète des vampires, a fini par reconnaître l'avoir plagié.

Plusieurs critiques ont indiqué que le film de Bava a eu une influence majeure sur Alien (1979) et Prometheus (2012) de Ridley Scott, tant au niveau des détails scénaristiques que de la conception visuelle. Derek Hill a noté : « Le film de Bava (ainsi que La Fusée de l'épouvante, 1958) a eu une influence directe sur le film Alien de Ridley Scott en 1979. Mais là où le film de Scott tentait de masquer ses humbles origines de ciné-parc, La Planète des vampires se délecte de ses origines. Le film ressemble littéralement à la jaquette criarde d'un magazine pulp ». Robert Monell, sur le site DVD Maniacs, observe que « une grande partie des ébauches de conception et certains plans spécifiques du film de Ridley Scott ont sans aucun doute une grande dette envers les films à petit budget de Mario Bava ». Govindini Murty de The Atlantic, dans une critique de Prometheus, déclare : « Les images saisissantes que Ridley Scott conçoit pour Prometheus font référence à tout, de 2001 de Stanley Kubrick à l'homme de Vitruve de Léonard de Vinci, en passant par La Planète des vampires de Mario Bava ».
L'une des séquences les plus célèbres du film met en scène les astronautes qui explorent un vaisseau extraterrestre abandonné, découvert dans une immense ruine à la surface de la planète. Les membres de l'équipage évoluent dans les profondeurs de l'étrange vaisseau et découvrent les restes gigantesques de créatures monstrueuses mortes depuis longtemps. En 1979, Cinefantastique fait le parallèle entre cette séquence atmosphérique et une longue scène du tout nouveau Alien. Le magazine a également relevé d'autres parallèles mineurs entre les deux films. Cependant, le réalisateur d'Alien, Ridley Scott, et le scénariste Dan O'Bannon ont tous deux affirmé à l'époque qu'ils n'avaient jamais vu La Planète des vampires. Des décennies plus tard, Dan O'Bannon admettra : « J'ai plagié le squelette géant de La Planète des vampires ».
Tim Lucas a noté que l'intrigue et les idées de base du film ont non seulement inspiré Alien, mais qu'elles « continuent d'influencer les cinéastes et d'inspirer le genre aujourd'hui, comme en témoignent Pitch Black (2000) de David Twohy et Mission to Mars (2000) de Brian De Palma ».
À la fin des années 1970, Atlas/Seaboard Comics a publié une bande dessinée éphémère intitulée Planet of Vampires, qui combinait des éléments de l'intrigue du film de Bava avec des éléments de La Planète des singes (1963) et Je suis une légende (1954).
James Wan a déclaré que La Planète des vampires a fortement influencé son film Aquaman et le Royaume perdu (2023), le quinzième film de l'univers cinématographique DC.